# سد گروته درای
سد گروته درای (به لاتین: Grootdraai Dam) یک سد در آفریقای جنوبی است که در امپومالانگا واقع شده‌است.